# Sharon J. Bolton
Sharon J. Bolton är en brittisk deckarförfattare.

## Biografi
Sharon J. Bolton är uppvuxen i Lancashire, som den äldsta av tre döttrar. En barndomsdröm var att bli skådespelare och dansare. Vid tidig ålder dansade hon balett, tap-dance och jazz samt studerade dramatik vid Loughborough University. Redan som barn blev Bolton influerad och påverkad av de chockerande brott som ägde rum i närheten av hennes barndomstrakter nära Saddleworth Moor i Penninerna, en bergskedja i norra England. Där skedde de så kallade Moors Murders, vilka var ett antal mord som utfördes av Ian Brady och Myra Hindley i början av 1960-talet. När hon var i tonåren terroriserade dessutom seriemördaren The Yorkshire Ripper, Peter Sutcliffe, kvinnor i norra England. Den tidiga exponeringen för dessa grymma våldsbrott inledde hennes fascination för att senare skriva om liknande händelser. Före sin författarkarriär studerade hon till en magisterexamen i Business Administration (MBA) vid University of Warwick där hon också träffade sin blivande man. Bolton har arbetat med bland annat marknadsföring och PR. Hon bor nu strax utanför Oxford i en liten by i Chiltern Hills med sin make Andrew, deras son och hunden Lupe.
Sharon J. Boltons böcker har nominerats för flera internationella utmärkelser, bland annat det prestigefyllda CWA Gold Dagger (Dagger-priserna), Theakston’s Old Peculier Prize för årets kriminalroman, International Thriller Writers Awards för bästa debutroman och Mary Higgins Clark Award för bästa thriller (nominerad fyra år i rad där thrillern "Awakening" vann). Hennes senaste bok på engelska, A Dark and Twisted side, utkom 2014. Boltons nionde bok på engelska, "Little Black Lies", var planerad att utkomma hösten 2015.
Sharon J. Bolton startade en blogg år 2008 och har även en Facebooksida samt är aktiv på Twitter. Hon har jämförts med andra deckarförfattare som Belinda Bauer och Gillian Flynn och sägs vara en stark kandidat att axla Val McDermids mantel som deckardrottning. Bolton skriver en blandning av skräck och mörk litterär spänning och har en förmåga att bygga upp trovärdiga miljöer.

### Ej översatt till svenska
- 2010 Awakening (Ej översatt till svenska)
- 2012 If Snow Hadn't Fallen (Ej översatt till svenska - Utspelar sig efter Nu ser du mig)
- 2016 Here Be Dragons (Ej översatt till svenska - Utspelar sig efter En mörk och förvriden flod)

### Utmärkelser
Sharon J. Boltons roman "Awakening", som ännu inte översatts till svenska, vann Mary Higgins Clark Award år 2010.

## Lacey Flint-serien
Lacey Flint är huvudkaraktären i Sharon Boltons deckarserie som inleds med "Nu ser du mig". Lacey Flint har beskrivits som en Alice i Underlandet med komplikationer, en antihjältinna med komplex karaktär. Hon är en oerfaren, ung londonpolis som i den första boken kastas huvudstupa in i en mordutredning, delvis på grund av sin djupa fascination för Jack Uppskäraren. Bokens handling börjar med att Lacey blir vittne till ett mord en kväll då hon närmar sig sin bil. Hon ser en döende kvinna stå lutad mot passagerarsidan och en stund senare dör den brutalt knivskurna kvinnan i Laceys famn. Jakten på den bestialiske mördaren inleds, men detta blir även början på en personlig mardröm för Lacey. Snart blir det uppenbart för henne att det är en modern version av Jack Uppskäraren hon har att göra med, någon som dessutom verkar fixerad vid Lacey själv.
I uppföljaren och i den andra boken i serien om Lacey Flint, "Livrädd", sköljer en våg av självmord över det prestigefyllda Cambridges universitet. Nitton kvinnliga studenter begår självmord under allt mer chockerande och brutala omständigheter än de föregående. Trots att polisen vet att det inte kan vara en rad sammanträffanden kan de inte bevisa någonting. Evi Oliver, rullstolsbunden psykiater på Cambridge, misstänker att det finns någon form av nätverk på universitetet som driver studenterna till självmord. Flera av kvinnorna lider av depressioner och sömnstörningar. En del berättar att då de vaknat på morgonen, har de haft en känsla av att de blivit sexuellt utnyttjade och våldtagna under sömnen. Lacey kallas in för att under täckmantel som psykologistudent infiltrera och utreda studentklimatet. Redan första kvällen får hon känna på hur utsatta och otrygga de kvinnliga studenterna är och snart nystas en mörk och otrevlig historia upp.
"Odödlig" är den tredje boken i serien och i den har Lacey till en början en rätt undanskymd roll. Hon är sjukskriven och går hos psykolog efter händelserna i föregående bok. Hon funderar till och med på att sluta som polis. Det är istället kriminalpoliserna Dana Tulloch och Mark Joesbury som leder jakten på bokens mördare. Fem pojkar i London har försvunnit på lika många veckor. Fyra har återfunnits, bleka små lik tömda på blod vid Themsens stränder. Redan från början slår författaren an tonen med att citera ur Bram Stokers ”Dracula” från 1897. Elvaårige Barney, som bor granne med Lacey, kommer att spela en viktig roll i de skräckbetonade händelserna i boken. Barney, vars mamma är försvunnen och vars pappa jobbar över ett par kvällar i veckan. Varför just de kvällar som pojkarna försvinner? Och vem är det som lägger upp skumma inslag på Facebook och diskuterar morden med alltför mycket kunskap i hur de gått till?
Den fjärde delen i Lacey Flint-serien, "En mörk och förvriden flod", utkom i oktober 2014. Lacey har börjat arbeta vid flodpolisen och bor numera intill floden. När hon en dag är ute och simmar finner hon ett lik, och hamnar återigen mitt i en mordutredning, trots att hon hade sökt sig till flodpolisen just för att få slippa hamna i fokus. Boken handlar till stor del om Lacey men skrivs även från den mystiska Simmarens perspektiv, samt att en karaktär från första boken plötsligt får ta stor plats.
Förutom serien om Lacey Flint har det utkommit två andra böcker av Sharon J. Bolton på svenska. Den första är hennes debutbok "Rov" och utspelar sig på Shetlandsöarna. Förlossningsläkaren Tora Hamilton hittar ett välbevarat lik av en ung kvinna i sin trädgård. Tora börjar studera och forska i fallet och snart avslöjas mörka hemligheter med anknytning till lokala legender. Hemligheter värda att mörda för.
Boken "Ond skörd" handlar om psykiatern Evi (har även en stor roll i den andra boken om Lacey Flint) som behandlar en ung kvinna som plågas av sorgen och sviterna efter att hennes dotter försvunnit. Samtidigt flyttar en ny kyrkoherde, Harry, till orten och blir bekant med en nyinflyttad familj med tre små barn som bor nära kyrkogården. Barnen märker snart att det är något mystiskt som pågår. Vem är den lilla flickan som ropar på dem och vakar över dem? Är hon ett spöke? Samtidigt kommer det fram att flera barn har försvunnit från orten och vid ett ras på kyrkogården hittas tre barnlik. Den lilla staden ruvar på otäcka hemligheter.
Hennes tredje fristående bok som översatts till svenska heter "Små svarta lögner" och utkom 2015.